# سزار دیاز (بازیکن فوتبال اسپانیا)
سزار دیاز (انگلیسی: César Díaz؛ زادهٔ ۵ ژانویهٔ ۱۹۸۷) بازیکن فوتبال اهل اسپانیا است.
از باشگاه‌هایی که در آن بازی کرده‌است می‌توان به باشگاه فوتبال زامورا و باشگاه فوتبال آلباسته بالومپیه اشاره کرد.
وی همچنین در تیم‌های ملی فوتبال زیر ۱۷ سال اسپانیا، زیر ۱۹ سال اسپانیا و زیر ۲۰ سال اسپانیا بازی کرده‌است.